# شهرستان کرسنا
شهرستان کرسنا (به بلغاری: Kresna Municipality) یک شهرستان در بلغارستان است که در استان بلاگووگراد واقع شده‌است.